# Comuna Șcheia, Suceava
Șcheia (în germană Skeja) este o comună în județul Suceava, Bucovina, România, formată din satele Florinta, Mihoveni, Sfântu Ilie, Șcheia (reședința) și Trei Movile.
Comuna Șcheia este situată în județul Suceava, fiind alcătuită din 5 sate: Florinta, Mihoveni, Șcheia, Trei Movile, Sfântu Ilie. Satul Șcheia este reședința comunei. În satul-reședință de comună își au sediul autoritățile administrației publice locale, poliția, dispensarul uman, dispensarul veterinar, școala generală cu clasele I-X.
În anul 1996 a fost ridicat în satul Șcheia un monument de marmură în memoria eroilor comunei căzuți în primul război mondial, prin strădania credincioșilor statului Șcheia, sub îndrumarea preotului paroh Gheorghe Cărărușă și a Consiliului Parohial. Autorul proiectului și realizatorul sculpturii este Constantin Bondari. Monumentul are o formă de prismă, cu 3 laturi și are în vârf o cruce de marmură. El a fost amplasat în parcul central al comunei, vizavi de cimitir, fiind străjuit de două tunuri.

## Demografie
Componența etnică a comunei Șcheia
     Români (83,54%)
     Romi (1,27%)
     Alte etnii (0,46%)
     Necunoscută (14,72%)
Componența confesională a comunei Șcheia
     Ortodocși (77,67%)
     Penticostali (3,77%)
     Alte religii (2,8%)
     Necunoscută (15,77%)
Conform recensământului efectuat în 2021, populația comunei Șcheia se ridică la 12.792 de locuitori, în creștere față de recensământul anterior din 2011, când fuseseră înregistrați 9.577 de locuitori. Majoritatea locuitorilor sunt români (83,54%), cu o minoritate de romi (1,27%), iar pentru 14,72% nu se cunoaște apartenența etnică. Din punct de vedere confesional, majoritatea locuitorilor sunt ortodocși (77,67%), cu o minoritate de penticostali (3,77%), iar pentru 15,77% nu se cunoaște apartenența confesională.

## Politică și administrație
Comuna Șcheia este administrată de un primar și un consiliu local compus din 17 consilieri. Primarul, Ion-Cristinel Burac[*], de la Partidul Social Democrat, este în funcție din 1 noiembrie 2024. Începând cu alegerile locale din 2024, consiliul local are următoarea componență pe partide politice:
|  | Partid                          | Consilieri | Componența Consiliului | Componența Consiliului | Componența Consiliului | Componența Consiliului | Componența Consiliului | Componența Consiliului | Componența Consiliului | Componența Consiliului | Componența Consiliului |
|  | ------------------------------- | ---------- | ---------------------- | ---------------------- | ---------------------- | ---------------------- | ---------------------- | ---------------------- | ---------------------- | ---------------------- | ---------------------- |
|  | Partidul Social Democrat        | 9          |                        |                        |                        |                        |                        |                        |                        |                        |                        |
|  | Alianța pentru Unirea Românilor | 4          |                        |                        |                        |                        |                        |                        |                        |                        |                        |
|  | Partidul Național Liberal       | 3          |                        |                        |                        |                        |                        |                        |                        |                        |                        |
|  | Uniunea Salvați România         | 1          |                        |                        |                        |                        |                        |                        |                        |                        |                        |

## Recensământul din 1930
Componența etnică a comunei Șcheia
     Români (93,54%)
     Germani (3%)
     Evrei (1%)
     Ruși (0,55%)
     Altă etnie (2,05%)
Componența confesională a comunei Șcheia
     Ortodocși (95,55%)
     Evanghelici\Luterani (2%)
     Romano-catolici (1,15%)
     Mozaici (0,85%)
Conform recensământului efectuat în 1930, populația comunei Șcheia se ridica la 1.884 locuitori. Majoritatea locuitorilor erau români (93,54%), cu o minoritate de germani (3,0%), una de evrei (1,0%) și una de ruși (0,55%). Restul locuitorilor s-au declarat: ruteni (2 persoane), cehi\slovaci (1 persoană), polonezi (2 persoane), armeni (3 persoane). Din punct de vedere confesional, majoritatea locuitorilor erau ortodocși (95,55%), dar existau și minorități de evanghelici\luterani (2,0%), romano-catolici (1,15%) și mozaici (0,85%). Restul locuitorilor au declarat: greco-catolici (3 persoane), baptiști (6 persoane), religie nedeclarată (1 persoană).

## Obiective turistice
- Cetatea Șcheia
- Gara Suceava Vest

## Legături externe
- pl Skeja în Dicționarul geografic al Regatului Poloniei și al altor țări slave, volum X (Rukszenice — Sochaczew) 1889